# El Congo
El Congo è un comune del dipartimento di Santa Ana, in El Salvador.

## Storia
El Congo fu fondata alla fine del XIX secolo, come frazione del comune di Coatepeque. Il 20 marzo 1933 ha ricevuto il titolo di pueblo (centro abitato/villaggio) e divenne un comune asestante. Il 15 agosto 1955 ha ricevuto il titolo di città.
Nel 2006 è stata eletta l'attuale alcaldessa, María Isabel Barahona de Cabrera, dell'Alianza Republicana Nacionalista (ARENA).